# Les Boys
Pour les articles homonymes, voir Boys.
 (septembre 2020).
Série
Les Boys 2
(1998)
Pour plus de détails, voir Fiche technique et Distribution.
Les Boys est un film québécois de comédie sportive réalisé par Louis Saia, sorti en 1997.
La saga racontant l'histoire de cette équipe de hockey comprend aussi 4 autres films, Les Boys 2 (1998), Les Boys 3 (2001), Les Boys 4 (2005), Il était une fois les Boys (2013) et une télé série, elle aussi intitulée Les Boys.

## Synopsis
Les Boys sont une équipe de hockey amateur. Ils font partie d'une ligue amateur (« ligue de garage ») commanditée par une brasserie dont Stan (Rémy Girard), est le propriétaire. La Brasserie Chez Stan. À la suite d'une partie de poker qui tourne mal, Stan se voit contraint de mettre sa brasserie en jeu dans une partie de hockey entre ses Boys et l'équipe de Méo (Pierre Lebeau), à qui il doit beaucoup d'argent (50 000 $)...

## Fiche technique
- Titre original : Les Boys
- Réalisation : Louis Saia
- Scénario : Christian Fournier et Louis Saia
- Musique : Normand Corbeil
- Conception visuelle : Claude Paré
- Costumes : Suzanne Harel
- Maquillage : Micheline Trépanier
- Coiffure : Réjean Godère
- Photographie : Sylvain Brault
- Son : Louis Marion, François Asselin, Louis Dupire, Hans Peter Strobl
- Montage : Yvann Thibaudeau
- Production : Richard Goudreau
- Production déléguée : Jeffrey Tinnell
- Société de production : Melenny Productions
- Société de distribution : Cinépix Film Properties
- Budget : 3,3 millions $ CA[1]
- Pays de production :  Canada
- Tournage : Montréal,Québec,Longueuil et Saint-Hyacinthe
- Langue originale : français
- Format : couleur - 35 mm — son Dolby numérique
- Genre :comédie, sport
- Durée : 107 minutes
- Dates de sortie :
  - Québec et Canada : 12 décembre 1997

## Distribution
- Marc Messier : Robert « Bob » Chicoine
- Rémy Girard : Stan Ouellet
- Patrick Huard : Guy « Ti-Guy » Thétrault
- Serge Thériault : François
- Michel Barrette : Roger
- Paul Houde : Fernand « Fern » Rivest
- Luc Guérin : Marcel Bilodeau
- Yvan Ponton : Jean-Charles Taillefer
- Roc LaFortune : Julien Côté
- Michel Charette : Léopold « Popol » Ouellet
- Patrick Labbé : Mario Painchaud
- Dominic Philie : Carol Boisvert
- Sylvain Giguère : Cossette
- Pierre Lebeau : Roméo « Méo » Levasseur
- Maxim Roy : Sonia
- Rosie Yale : Brigitte
- Annie Dufresne : Karine
- Bob Lefebvre : Labine
- Louis Champagne : Rodrigue « Doggy »
- Guy Jodoin : Pierre « Pierrot »
- Sylvie Potvin : Lisette
- Yvon Dufour : le juge
- Pierre Claveau : le procureur

## Accueil

### Box-office
- Le film a récolté près de sept millions de dollars en recette au box-office lors de sa carrière commerciale, ce qui en faisait alors le plus grand succès du cinéma québécois. Les Boys est le seul film ayant pu se tailler une place supérieure au film Titanic lors de sa sortie au Québec[2].

## Autour du film
- Michel Barrette (Roger) ne savait pas patiner lors du tournage du film. Voilà pourquoi on ne le voit presque jamais sur la glace et qu'il est toujours sur le banc[3].

## Bande originale
L'album Les Boys/Le Screw comprend deux singles du chanteur Éric Lapointe. La chanson Les Boys est une création originale du chanteur. Il s'agit de la chanson thème du film du même nom.
Il écrira ensuite les chansons pour Les Boys 2 et Les Boys 3 dont Le Boys Blues Band avec les choristes Rémy Girard, Patrick Huard, Serge Thériault et Roc LaFortune mais aucune n'aura le même succès que le titre original. Le Screw est une reprise de la chanson de Richard Desjardins, qui fut écrite pour le film Le Party.